# Харитоненко Іван Герасимович

Пам'ятник Івану Харитоненку в Сумах

Іва́н Гераси́мович Харито́ненко (7 жовтня 1822, с. Нижня Сироватка, Харківська губернія, Російська імперія (нині Сумщина, Україна) — 30 листопада 1891, Суми, Харківська губернія, нині Україна) — український землевласник, промисловець-цукрозаводчик, філантроп і меценат із роду Харитоненків. Належав до найбагатших власників цукрових заводів в Україні, головно в Сумському повіті. 1890 — один з головних членів синдикату рафінадних цукрозаводчиків. Збудував і утримував дитячий притулок, будинок медфакультету та студентський гуртожиток Харківського університету, церкву в Нижній Сироватці тощо.

## Передісторія
Маленьке повітове провінційне місто Суми, яке з 10 300 мешканців у 1850 виросло до 50 400 у 1915, своїм промисловим і культурним розвитком багато в чому завдячує діяльності торгового будинку «Харитоненко з сином». Більшість цукрових заводів Сумщини, які раніше належали окремим поміщикам, невдовзі після реформи 1861 року перейшли в руки двох великих промисловців і цукрозаводчиків краю: Терещенка і Харитоненка. Засновником його був Іван Герасимович Харитоненко — особа неординарна, яка залишила в історії міста і в пам'яті його жителів значний слід.

## Життєпис
Народився в селі Нижня Сироватка, Сумський повіт, Харківська губернія у багатодітній родині купця, військового обивателя Герасима Омеляновича. Був названий на честь померлого раніше у дитячому віці старшого брата Івана.
Навчався в місцевій церковно-приходській школі, служив конторщиком у бакалійних лавках купців.
Предметом законної гордості торгового будинку «Харитоненко з сином» були ліси, де разом з вирубками проводилися лісокультурні роботи, існували лісорозсадники, вирубані площі засаджувалися цінними породами дерев.
Головна контора торгового будинку «Харитоненко з сином» знаходилася в Сумах. Контори були у Москві, Харкові, Томську, Владивостоці, Туреччині, Персії. Величезні багатства, нажиті за такий короткий строк, щедрість, благодійність Харитоненка та його спадкоємців сприяли процвітанню міста і повіту. У селі Кияниці, що на північ від Сум, побудував родинний палац (див. Палац Харитоненка).

## Добродійність
На кошти родини Харитоненків засновано дитячий притулок для дівчат-сиріт, названий в народі «пансионом благородных девиц» за рівень освіти і виховання в ньому, селянський банк, гуртожиток для студентів Харківського університету, реальне училище, церкву в с. Нижня Сироватка, жіночу гімназію, Троїцький собор. Значні кошти виділялися для розширення будівлі Сумського окружного суду, богадєльні біля церкви на кладовищі. Перший бетонний міст у Сумах через річку Сумку був побудований на кошти П. І. Харитоненка у 1910 році, — якраз навпроти головної контори.
При Сумському реальному училищі була затверджена стипендія імені І. Г. Харитоненка.
Заснував в Сумах дитячу лікарню, виділив гроші для заснування кадетського корпусу. Крім цього були численні пожертвування навчальним закладам, духовенству для роздачі бідним, пенсії, стипендії.

## Відзнаки
Завдяки удосконаленню технології виробництва цукру та придбаному за кордоном сучасному устаткуванню підприємства Харитоненка забезпечували потреби ринку всередині країни та експортували продукцію за кордон. Якість товару заводів торгового дому «І. Г. Харитоненко с сином» отримували найвищі відзнаки: «Досягнення успіху» на Міжнародный виставці в Відні в 1873 році; медаль 1-го класу на Всесвітній виставці в Філадельфії в 1876 році; золоту медаль на Всесвітній виставці в Парижі в 1878 році; золоту медаль на Всесвітній виставці в Антверпені в 1885 році; вищу нагороду на Всесвітній виставці в Парижі в 1889 році і т. д. Івана Герасимовича Харитоненка назвуть «королем» цукрової промисловості.
Іван Герасимович мав чин дійсного статського радника, почесного громадянина м. Суми, почесного попечителя Сумського реального училища, був нагороджений орденами Святого Володимира — ІІІ ступеня і Святого Станіслава — І ступеня.